# Maruti Versa
Der Maruti Versa ist ein indischer Kleintransporter.
Maruti Versa wurde im Oktober 2001 auf dem indischen Markt eingeführt. Er ist der zweite Kleintransporter von Maruti Suzuki nach dem Maruti Omni.
Es gibt ihn in zwei Varianten, der achtsitzigen DX/DX2-Version und der siebensitzigen SDX-Version. Der Achtsitzer besitzt zwei Klimaanlagen, eine für hinten und eine für vorne. Ungefähr 70 % der Komponenten dieses Autos werden in Indien gefertigt.
Seit dem Facelift 2010 wird er als Maruti Eeco angeboten.

## Technische Daten
| Anfangsbeschleunigung: | 0 bis 100 km/h in 13,5 s |
| Hubraum:               | 1298 cm³                 |